# Prescrizione (ordinamento penale italiano)
La prescrizione è un istituto giuridico previsto dal diritto penale italiano rientrante nelle cause di estinzione del reato.

## Storia
L’articolo 93 del codice Zanardelli esordiva con "il riconoscimento alla sentenza di condanna della capacità di interrompere la prescrizione dell’azione; tuttavia, tale capacità viene subito estesa al mandato di cattura o a qualsiasi provvedimento del giudice diretto contro l’imputato e a lui notificato, con la precisazione che l’interruzione, in questi casi, non potrà mai prolungare la durata dell’azione penale per un tempo che superi, nel complesso, la metà dei termini prescrizionali legalmente previsti. In questo modo, l’estensione dell’efficacia interruttiva è circoscritta entro i confini precisi dettati dalla tipologia degli atti procedimentali – che per le caratteristiche individuate paiono i soli idonei a testimoniare l’interesse alla persecuzione del fatto di reato – nonché dal limite temporale, la cui fissazione è ricondotta dai compilatori a esigenze di giustizia e convenienza". 
La normativa venne poi ripresa dal codice Rocco e modificata dalla legge 5 dicembre 2005, n. 251 e ulteriori interventi normativi.

## Analisi
Può riferirsi a due ambiti:
- la prescrizione di un reato, ex art. 157 c.p.;
- l'estinzione della pena per decorso del tempo, o «prescrizione della pena», ex artt. 172 e 173 c.p.

Entrambe si fondano sul presupposto che la pretesa punitiva dello Stato si affievolisca fino a scomparire quando sia decorso un determinato periodo di tempo. I due istituti, tuttavia, sono tra loro concettualmente differenziati: la prescrizione di un reato si basa sull'idea che la risposta sanzionatoria a un fatto di reato, verificatosi a una certa distanza di tempo, perda le sue ragioni, sul piano general-preventivo (l'oblio rende inutile l'accertamento delle responsabilità); la cosiddetta prescrizione della pena, invece, si ritrae dall'idea che sia incongruo far eseguire una pena nel caso in cui dalla pronuncia del provvedimento di condanna (o dalla sottrazione volontaria del reo all'esecuzione della pena) sia decorso un dato periodo di tempo.
Il primo istituto, pertanto, incide sul diritto penale sostanziale, mentre il secondo sull'esecuzione della pena.

## La prescrizione del reato

### Ratio
La prescrizione del reato è l'istituto che risponde a un principio di economia dei sistemi giudiziari in base al quale lo Stato rinuncia a perseguire l'autore di un reato, quando dalla sua commissione sia trascorso un periodo di tempo giudicato eccessivamente lungo e solitamente proporzionale alla gravità dello stesso. In altre parole, si intende evitare che la macchina giudiziaria continui a impegnare risorse per la punizione di reati commessi troppo tempo prima e per i quali è socialmente meno sentita l'esigenza di una tutela giuridica penale, e ciò anche nell'ottica della funzione socialmente rieducativa della pena (art. 27 Cost.). 
Inoltre l'istituto assolve, nelle intenzioni del legislatore, alla funzione di garantire l'effettivo diritto di difesa all'imputato. Col passare del tempo infatti è sempre più difficile per lo stesso imputato fornire e recuperare fonti di prova a suo favore: la prescrizione evita quindi eventuali abusi da parte del sistema giudiziario che potrebbero intervenire nel caso in cui il reato venisse perseguito a lunga distanza di tempo, e funge da stimolo affinché l'azione dello Stato contro i reati sia rapida e puntuale, seguendo un'azione repressiva costituzionalmente orientata, in favore del principio di ragionevole durata del processo.

### Termini
Secondo l'art. 157 del codice penale italiano, il tempo necessario a prescrivere un reato varia in considerazione della pena stabilita. I reati per i quali è prevista la pena dell'ergastolo non sono prescrittibili. L'art. 157 del codice penale, modificato dalla legge 5 dicembre 2005 n. 251, prevede che la prescrizione estingue il reato decorso il tempo corrispondente al massimo della pena edittale stabilita dalla legge e comunque un tempo non inferiore a sei anni se si tratta di delitto e a quattro anni se si tratta di contravvenzione, ancorché puniti con la sola pena pecuniaria.
Detti termini ricominciano a decorrere, poi, in presenza di determinati eventi interruttivi espressamente indicati dal codice penale (come la disposizione dell'interrogatorio dell'indagato o la richiesta di rinvio a giudizio da parte del pubblico ministero), ma senza poter mai superare il tempo prescritto aumentato di un quarto (ad esempio: nel caso del tempo fissato in sei anni, detto termine diverrà di sette anni e sei mesi, in quanto somma del termine di sei anni più del suo quarto, ovvero un anno e mezzo). Inoltre, altre cause di "allungamento" della prescrizione sono la contestazione di aggravanti specifiche, come nel caso della recidiva specifica reiterata infraquinquennale.
Per determinare il tempo necessario alla prescrizione non vengono considerate né le attenuanti né le aggravanti, eccezion fatta per le aggravanti a effetto speciale (che aumentano la pena di oltre un terzo) e quelle per le quali la legge stabilisce una pena diversa (ad esempio, ergastolo anziché reclusione); in tali casi si tiene conto dell'aumento massimo della pena prevista per l'aggravante. Quando la legge prescrive per un reato sia una pena detentiva che una pecuniaria, la prescrizione si calcola sulla sola pena detentiva. La legge, in determinate fattispecie, può prevedere una pena alternativa a quella detentiva e pecuniaria: in tal caso la prescrizione matura in tre anni. La prescrizione è espressamente rinunciabile (art. 157 cp.).
I termini di prescrizione sono stati modificati con la legge n. 3 del 9 gennaio 2019 (cosiddetta "Legge spazzacorrotti"), che ha introdotto la sospensione del corso della prescrizione stessa, dalla data di pronuncia della sentenza di primo grado (sia di condanna sia di assoluzione) o dal decreto di condanna, fino alla data di esecutività della sentenza che definisce il giudizio o alla data di irrevocabilità del decreto penale. La norma è entrata in vigore il primo gennaio 2020.

### Effetti
La prescrizione non equivale a un'assoluzione con formula piena, anche se gli effetti per l'imputato possono sembrare identici in ragione della presunzione d'innocenza e nemmeno a una condanna in quanto non viene formulato il corrispondente verdetto condannatorio da parte del giudice. Infatti affinché vi sia prescrizione occorre che il giudice, nel dispositivo della sentenza, individui un reato, nel frattempo estinto, attribuibile all'imputato. Diversamente l'imputato deve essere assolto per non aver commesso il fatto o perché il fatto non costituisce reato. D'altra parte la prescrizione è sempre espressamente rinunciabile dall'imputato (art. 157 c.p.) che può decidere di continuare nel procedimento giudiziale che lo riguarda al fine di vedere riconosciuta la propria innocenza.
I processi conclusi con sentenza di non luogo a procedere per prescrizione dei termini furono 56 486 nel 1996, 206 000 nel 2003, quadruplicando.

## La prescrizione processuale

### Il rapporto con principi costituzionali e convenzionali
Garantire che indagini e processo rispettino una durata massima predeterminata e predeterminabile a priori da parte di ogni cittadino, è dovere di ogni Stato democratico e liberale che intenda rispettare il principio fondamentale della cosiddetta “durata ragionevole” del processo penale, sancito espressamente dall'art. 6 della C.E.D.U. - European Convention on Human Rights (firmata a Roma il 4 novembre 1950, ratificata dall'Italia con legge 4 agosto 1955 n. 848.). Ma non solo. La soggezione al potere pubblico non può essere temporalmente illimitata: la durata ragionevole del processo, prevista dall'articolo 111 della Costituzione italiana, deve essere assicurata in forma distinta e autonoma rispetto alla prescrizione del reato.
Difatti, l'Italia ha espressamente introdotto i principi del giusto processo e della ragionevole durata nel 1999, con la legge costituzionale di riforma dell'art. 111, comma 2, della Costituzione.

### Il termine della decorrenza
Il giorno da cui decorre il termine della prescrizione "sostanziale" è quello in cui si assume che sia stato commesso il fatto di reato; nell'ordinamento di altri Paesi (es. la Francia), invece, è il giorno in cui l'autore del fatto è stato individuato con un primo atto giudiziario di accusa (o addirittura il rinvio a giudizio).
Per uniformare il sistema italiano a quello degli altri Stati sono state avanzate proposte di legge o di emendamento. Il Consiglio superiore della magistratura, del resto, ha elencato - in una delibera del 2011 - tutti gli atti internazionali di indirizzo, che criticano l'effetto di impunità che deriva dalla disciplina italiana del termine iniziale per la prescrizione del reato.
A essi si è aggiunta, nel 2015, anche una sentenza della Corte di giustizia dell'Unione europea, sul cosiddetto "caso Taricco"; dopo tre anni di "dialogo tra le Corti", la Corte costituzionale italiana l'ha però dichiarata inapplicabile nell'ordinamento italiano, per difetto di determinatezza.
La delega processuale penale conferita al Governo nel 2021 per la prima volta ha contemplato, esclusivamente per i gradi di giudizio successivi al primo, una forma di prescrizione processuale anche nell'ordinamento penale italiano.

## Estinzione o prescrizione della pena
L'effetto rieducativo della pena è espressamente sancito dalla Costituzione italiana.
Poiché al decorso del tempo si accompagna anche la trasformazione della personalità del soggetto sospettato di aver commesso un reato e potenziale destinatario, in caso di condanna, di una sanzione, non avrebbe alcun effetto rieducativo conforme alla previsione costituzionale infliggere una pena, in caso di condanna, a lunga distanza dalla data del commesso fatto di reato (artt. 13, 25, comma 2 e 27 comma 3 Costituzione) dove, per "lunga distanza", si intende un periodo di tempo maggiore rispetto a quello prevedibile applicando le attuali disposizioni dell'articolo 172 del codice penale.